# Alberto Lalín
Alberto Lalín fue un jugador de fútbol de Independiente y la Selección Argentina, en la época amateur.

## Carrera

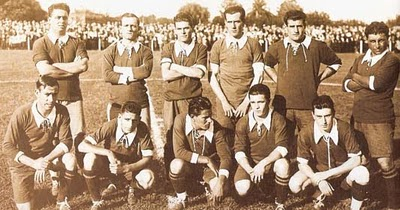
El plantel de "Los Diablos Rojos" durante la Copa Competencia 1924.

Apodado el "El Malabarista", Lalín jugó toda su carrera en el club de Independiente, donde disputó 138 partidos y marcó 39 goles.
Gran gambeteador, Alberto Lalín formó parte de la mítica delantera apodada "Los Diablos Rojos", integrada por Zoilo Canavery, Luis Ravaschino, Manuel Seoane y Raimundo Orsi.
Jugando siempre para Independiente, Alberto Lalín conquistó las Copa Competencia 1924, 1925 y 1926. Y el campeonato invicto de 1926.

## Retiro
En 1931 una rotura de menisco en la rodilla derecha, lo deja fuera de los estadios de fútbol, donde se retira a la temprana edad de 24 años.

## Enlaces
- http://www.caisangreroja.com.ar/articulo/198/efemerides_de_diciembre.html (enlace roto disponible en Internet Archive; véase el historial, la primera versión y la última).

- Datos: Q5663212
- Multimedia: Alberto Lalín / Q5663212